# Ferdinand Heydrich

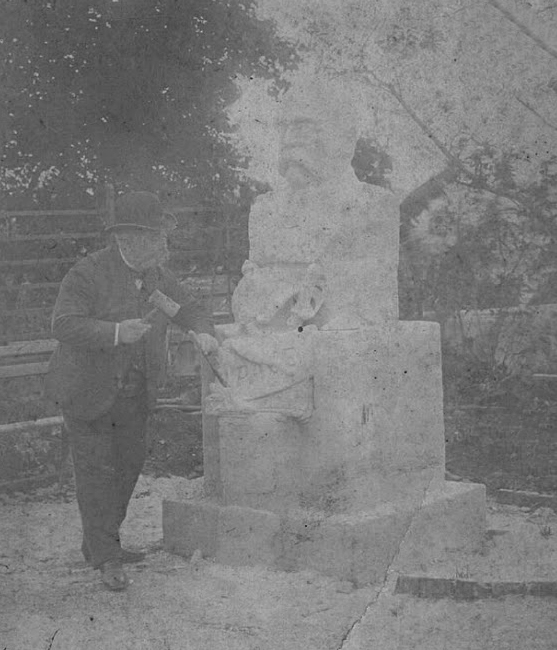
Ferdinand Heydrich vor seiner Skulptur, Matanzas 1889

Ferdinand Heydrich Klein (geboren am 26. Januar 1827 in Barmen, Rheinprovinz; gestorben am 1. April 1903 in Matanzas, Kuba) war ein deutscher Geschäftsmann, Politiker und Skulpteur.
Er war politisch engagiert und spielte eine wichtige Rolle im Konflikt des Zehnjährigen Krieges in Kuba. Verheiratet war er mit Maria-Candelaria Martínez y Valdez. Er war Plantagenbesitzer, Handelsmann und Ingenieur und kreierte auch Steinskulpturen und Aquarelle. Er war Vater von Emilio Heydrich und ist Vorfahr der Künstler Daniel Garbade und Juan Esnard Heydrich. Heydrich starb in Matanzas 1903 und ist im Friedhof der Necrópolis de San Carlos Borromeo unter einem Monument in Form einer Säule begraben.

## Aquädukt von Matanzas

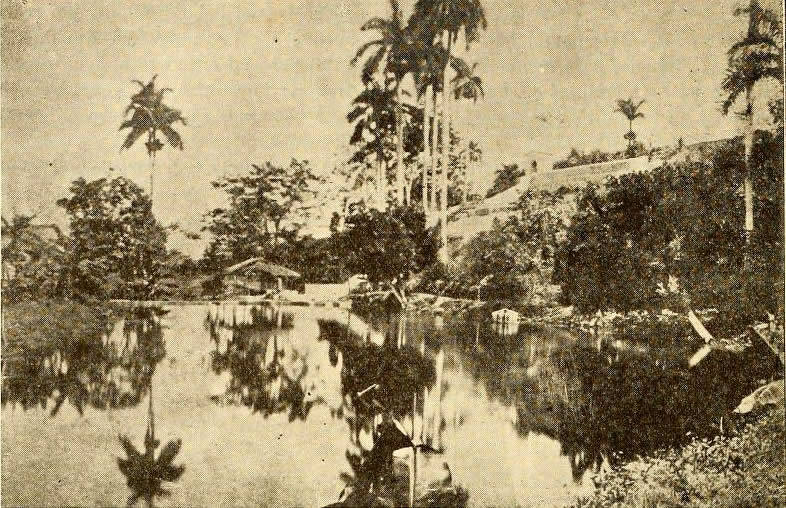
Quelle Bello, Matanza

Im Jahre 1845 initiierte Manuel del Portillo ohne Erfolg die Idee eines Aquäduktes für die Trinkwasserversorgung Matanzas. Auch das Projekt des Ingenieurs und Hauptmannes Francis Albear y Lara stieß auf Widerstand. Als auch Juan F. Sanchez y Bárcena an einem ähnlichen Vorhaben scheiterte, nahm der deutsche Ingenieur Ferdinand Heydrich mit G. Fabra y Cabanillas und seiner Firma Heydrich & Cie die Sache in die Hand und bekam den Auftrag 1870 einen Wasserkanal von den Quellen Bello y Benavides nach Matanzas zu erstellen. Dieser Aquädukt von Matanzas steht heute noch als Wahrzeichen der Stadt und wurde 2005 zum Monument der Nation erkoren.

## Industrie
Heydrich war einer der ersten Produzenten von Agave fourcroydes auf der Insel. Mit seinem Sohn Alfredo und seiner Gesellschaft Heydrich y Raffoler & Cie ersuchte er das Patent, welches er nach langem Streit endlich bekam und so eine neue Art von Produktion in Kuba anfing, welche damals noch wenige kannten.

## Politik
Während des Aufstandes der Rebellen im Zehnjährigen Krieg spielte Heydrich eine wesentliche Rolle als Gründer und President des Club de los Alémanes, welcher die Aufgabe hatte, eine Freiwilligenmiliz zu gründen und auf diese Weise die Güter der deutschen und anderen ausländischen Kaufleuten zu schützen. Er hatte dazu das Einverständnis von Otto von Bismarck mit der Bedingung die Neutralität zu bewahren.